# صائد الروح
صائد الروح هي سلسلة مانغا يابانية نشرت في مجلة شونن جمب الأسبوعية في الفترة من 1996 حتى 2000 وتم جمعها في 23 تانكوبون.